# Dwight Powell
Dwight Harlan Powell (* 20. Juli 1991 in Toronto, Ontario) ist ein kanadischer Basketballspieler, der bei den Dallas Mavericks in der US-Profiliga NBA unter Vertrag steht.

## Karriere

### High School und College
Als Jugendlicher spielte Powell in seinem Heimatland Kanada an der Earl Haig Secondary School in North York (Provinz Ontario). Im Alter von 14 Jahren ging er in die Vereinigten Staaten, um seine Basketballausbildung an der IMG Academy in Florida fortzusetzen. Von 2010 bis 2014 spielte er an der Stanford University in Kalifornien.

### NBA
Für den NBA-Draft 2014 war er als College-Senior automatisch gemeldet. Er wurde in der zweiten Draftrunde an 45. Stelle von den Charlotte Hornets ausgewählt und kurze Zeit später mit Brendan Haywood für Scotty Hopson zu den Cleveland Cavaliers getauscht. Im September 2014 wurde Powell mit weiteren Spielern für Keith Bogans an die Boston Celtics verkauft. Bei den Celtics absolvierte er nur fünf Saisonspiele und spielte die meiste Zeit beim Celtics-Farmteam Maine Red Claws. Im Dezember 2014 wurde er im Zuge eines Transfers mit Rajon Rondo an die Dallas Mavericks abgegeben. Auch bei den Mavs wurde Powell öfters in die D-League zu den Texas Legends abgestellt.
In seinem zweiten NBA-Jahr erhielt Powell mehr Spielzeit und wurde Ersatzmann für Dirk Nowitzki. Er kam in 69 Spielen auf 5,8 Punkte und 4,0 Rebounds in 14 Minuten Einsatzzeit im Schnitt. In der Saison 2018/19 erreichte Powell mit 10,6 pro Begegnung erstmals in seiner NBA-Zeit einen zweistelligen Punktwert. Im Januar 2020 zog sich Powell am rechten Fuß einen Riss der Achillessehne zu. Um sein monatelanges Fehlen auszugleichen, verpflichteten die Texaner Willie Cauley-Stein.

### Nationalmannschaft
Seit 2015 spielt Powell für die kanadische Basketballnationalmannschaft. Im Sommer 2015 debütierte Powell, bei der Basketball-Amerikameisterschaft, für Kanada und gewann die Bronzemedaille.

## Karrierestatistiken

### NBA

#### Reguläre Saison
| Saison  | Team                    | GP  | GS  | MPG  | FG % | 3P % | FT % | RPG | APG | SPG | BPG | PPG  |
| ------- | ----------------------- | --- | --- | ---- | ---- | ---- | ---- | --- | --- | --- | --- | ---- |
| 2014–15 | Boston Celtics / Dallas | 29  | 0   | 8.1  | .463 | .273 | .758 | 1.7 | 0.3 | 0.3 | 0.2 | 3.1  |
| 2015–16 | Dallas                  | 69  | 2   | 14.4 | .493 | .125 | .739 | 4.0 | 0.6 | 0.5 | 0.3 | 5.8  |
| 2016–17 | Dallas                  | 77  | 3   | 17.3 | .515 | .284 | .759 | 4.0 | 0.6 | 0.8 | 0.5 | 6.7  |
| 2017–18 | Dallas                  | 79  | 25  | 21.2 | .593 | .333 | .719 | 5.6 | 1.2 | 0.8 | 0.4 | 8.5  |
| 2018–19 | Dallas                  | 77  | 22  | 21.6 | .597 | .307 | .770 | 5.3 | 1.5 | 0.6 | 0.6 | 10.6 |
| 2019–20 | Dallas                  | 40  | 37  | 26.5 | .638 | .256 | .667 | 5.7 | 1.5 | 0.9 | 0.6 | 9.4  |
| 2020–21 | Dallas                  | 58  | 19  | 16.7 | .619 | .238 | .782 | 4.0 | 1.1 | 0.6 | 0.5 | 5.9  |
| 2021–22 | Dallas                  | 82  | 71  | 21.9 | .671 | .351 | .783 | 4.9 | 1.2 | 0.5 | 0.5 | 8.7  |
| 2022–23 | Dallas                  | 76  | 64  | 19.2 | .732 | .000 | .667 | 4.1 | 0.9 | 0.6 | 0.3 | 6.7  |
| Gesamt  | Gesamt                  | 587 | 243 | 19.0 | .599 | .292 | .741 | 4.5 | 1.0 | 0.6 | 0.5 | 7.6  |

#### Play-offs
| Saison  | Team   | GP | GS | MPG  | FG % | 3P % | FT % | RPG | APG | SPG | BPG | PPG |
| ------- | ------ | -- | -- | ---- | ---- | ---- | ---- | --- | --- | --- | --- | --- |
| 2014–15 | Dallas | 2  | 0  | 1.5  | .000 | —    | —    | 0.5 | 0.5 | 0.0 | 0.0 | 0.0 |
| 2015–16 | Dallas | 4  | 0  | 16.0 | .474 | .000 | .545 | 4.3 | 1.0 | 0.3 | 0.0 | 6.0 |
| 2020–21 | Dallas | 7  | 0  | 7.4  | .875 | —    | .833 | 1.9 | 0.9 | 0.3 | 0.0 | 2.7 |
| Gesamt  | Gesamt | 13 | 0  | 9.2  | .571 | .000 | .647 | 2.4 | 0.8 | 0.2 | 0.0 | 3.3 |